# 努力クラブ
努力クラブ（どりょくクラブ）は、日本の劇団。京都府を拠点に活動している。

## 概要
2011年3月、佛教大学「劇団 紫」で団長をしていた合田団地と、立命館大学「劇団 西一風」で座長をしていた佐々木峻一を中心に結成される。
2012年、第18回 日本劇作家協会新人戯曲賞で「よく降る」が一次選考通過作品となる。
2016年、北海道戯曲賞で「船の行方知らず」が最終選考作品となる。
2019年、第25回 日本劇作家協会新人戯曲賞で「どこにも行きたくないしここにもいたくない」が一次選考通過作品となる。
ネガティブな題材を、切ないセリフで、コメディタッチで描く舞台を行っている。また、今までの笑いの材料として使用していないものを使った笑いを企てている。

## 劇団員
- 合田団地 - 代表、作、演出、俳優
- 佐々木峻一 - 俳優 [7]
  - 義経千本松原（2015年）安倍晴明 役
- 西マサト（ボンク☆ランド国王） - 俳優
- 築地静香 - 制作
- 秋本真生

## 出演者
元 劇団員
- 無農薬亭農薬
- 猿そのもの（元 喜撃名詞）
- 九鬼そねみ

主なゲスト 
- 池浦さだ夢 (男肉 du Soleil)
- 稲森明日香 (夕暮れ社 弱男ユニット)
- キタノ万里 (dracom)
- 古藤望 (マゴノテ)

- 佐藤太一郎 (よしもと新喜劇)
- 鈴木智香子 (劇団青年団)
- 兵藤公美 (劇団青年団)
- 月亭太遊

## 公演

### 本公演
| #  | タイトル                                 | 年月       | 場所      | 会場                     |
| -- | ---------------------------------------- | ---------- | --------- | ------------------------ |
| 1  | 魂のようなラクダ、の背中に乗って         | 2011年3月  | 京都      | 人間座スタジオ           |
| 2  | 牛だけが持つ牛特有の牛らしさ             | 2011年6月  | 京都      | 人間座スタジオ           |
| 3  | 無目的ビーム                             | 2011年12月 | 京都      | 壱坪シアタースワン       |
| 4  | よく降る                                 | 2012年7月  | 京都      | 人間座スタジオ           |
| 5  | 旅行者感覚の欠落                         | 2012年12月 | 京都      | 元・立誠小学校 音楽室    |
| 6  | 家                                       | 2013年6月  | 京都      | アトリエ劇研             |
| 7  | 深い緑がねじれる                         | 2014年2月  | 京都      | アトリエ劇研             |
| 8  | 魔王城                                   | 2014年6月  | 京都 大阪 | アトリエ劇研 STAGE＋PLUS |
| 9  | 彼女じゃない人に起こしてもらう           | 2015年5月  | 大阪      | シアトリカル應典院       |
| 10 | 船の行方知らず                           | 2015年11月 | 京都      | アトリエ劇研             |
| 11 | ピエロどうもありがとうピエロ             | 2016年8月  | 京都      | アトリエ劇研             |
| 12 | 少年少女                                 | 2018年11月 | 京都      | 人間座スタジオ           |
| 13 | どこにも行きたくないしここにもいたくない | 2019年6月  | 京都      | 人間座スタジオ           |

### 必見コント集
| # | タイトル               | 年月       | 場所 | 会場           |
| - | ---------------------- | ---------- | ---- | -------------- |
| 1 | 正しい異臭             | 2013年4月  | 京都 | 人間座スタジオ |
| 2 | 流したくない涙を流した | 2013年10月 | 京都 | UrBANGUILD     |
| 3 | おモチ味のうどん       | 2014年11月 | 京都 | 人間座スタジオ |

### 番外/合同公演
| # | タイトル                                                                           | 年月      | 場所      | 会場                          |
| - | ---------------------------------------------------------------------------------- | --------- | --------- | ----------------------------- |
| 1 | BRDG×努力クラブ×したため 合同企画「ドメスティックサイエンス」                      | 2015年1月 | 京都      | 元・立誠小学校 音楽室         |
| 2 | やりたくなったのでやります公演「フォーエーバーヤング」                             | 2017年4月 | 京都      | 人間座スタジオ                |
| 3 | コント持ち寄り公演「小騒動」                                                       | 2017年6月 | 京都      | アトリエ劇研                  |
| 4 | リクウズルーム×努力クラブ〔飾り〕「Are you wearing clothes?」                      | 2017年8月 | 東京 大阪 | こまばアゴラ劇場 OVAL THEATER |
| 5 | 努力クラブのやろうとおもってなかったけどやりたくなったのでやります公演「涼しい。」 | 2020年1月 | 京都      | UrBANGUILD                    |

### 他イベント参加公演
| #  | タイトル | 年月       | 場所   | 会場                            |
| -- | --- | ---------- | ------ | ------------------------------- |
| 1  | パイロット版シアターシリーズGATE #4-つくる場・KAIKAの試演会- 「空白ならなかった」                            | 2011年10月 | 京都   | アートコミュニティスペースKAIKA |
| 2  | gateリターンズ「止まない雨も明けない夜も」                                                                   | 2014年8月  | 京都   | アートコミュニティスペースKAIKA |
| 3  | 火曜日のゲキジョウ［30×30 pair.40］Sweet Dreams×努力クラブ 「憶えていてもらえない人の冒険」                  | 2015年3月  | 大阪   | in→dependent theatre 1st        |
| 4  | かもめ神奈川短編演劇祭「憶えていてもらえない人の冒険」                                                       | 2016年1月  | 神奈川 | KAAT 神奈川芸術劇場             |
| 5  | 大大阪舞台博覧会 「こんなにも悲しくなってしまった」                                                          | 2016年2月  | 大阪   | 大阪市立芸術創造館              |
| 6  | アトリエ劇研スプリングフェスVOL.1 創造サポートカンパニーショーケース Bプログラム「見せたい下手な手品ショー」 | 2016年4月  | 京都   | アトリエ劇研                    |
| 7  | 雲劇祭2016 「それでも明るい奴等」                                                                            | 2016年10月 | 島根   | 出雲国際交流会館                |
| 8  | ミソゲキ2016 「孤立無援くん、安息の場所へ」                                                                  | 2016年12月 | 愛知   | ナンジャーレ                    |
| 9  | テアトロコントvol.23 「こんにちはの世界」 「幸福を呼ぶ幸せの石‐ラッキーストーン‐」 「放課後、図書室の前で」  | 2017年10月 | 東京   | ユーロライブ                    |
| 10 | ロフトプラスワンウエストpresents 劇団対抗コントバトル『ゲキバト!!2nd-season』#2「北校舎４Ｆ廊下」            | 2017年11月 | 大阪   | ロフトプラスワンウエスト        |
| 11 | 第二回縁劇フェス 「タバタさんの車で連れていってもらう」                                                      | 2018年6月  | 大阪   | 浄土宗應典院 本堂               |
| 12 | 火曜日のゲキジョウ［30×30 pair.121］ 努力クラブ × 劇団乱れ桜「夜、世界をふたりで抜け出す」                   | 2019年9月  | 大阪   | in→dependent theatre 1st        |
| 13 | テアトロコントvol.39                                                                                         | 2019年9月  | 東京   | ユーロライブ                    |
| 14 | 人間座スタジオ配信舞台祭「ゲームしてる彼氏のとなりの」                                                       | 2020年8月  |        | YoutubeLIVEでの無観客生配信     |